# Das Geld (1983)
Das Geld (Originaltitel: L’Argent) ist ein französischer Film aus dem Jahre 1983. Regie führte Robert Bresson. Die literarische Vorlage ist die Erzählung Der gefälschte Kupon von Leo Tolstoi.

## Handlung

### Zusammenfassung
Ein gefälschter 500-Franc-Schein gerät in Umlauf. Der Heizölfahrer Yvon gerät durch eine Lieferung an ein Photogeschäft in Besitz der gefälschten Banknote. Als er in einem Restaurant seine Rechnung mit der Fälschung bezahlt, gerät er nun selbst in Verdacht, das Geld gefälscht zu haben. Für Yvon tut sich eine Abwärtsspirale auf, er verliert seine Arbeit, kommt ins Gefängnis, sein Kind stirbt und seine Frau verlässt ihn. Nach einem gescheiterten Selbstmordversuch wird Yvon selbst zum Verbrecher.

### Beschreibung
Bresson überträgt Elemente aus Tolstois Erzählung Der gefälschte Kupon in das Paris des Anfangs der 1980er Jahre, in eine Zeit, als der Wert von Dingen noch sehr viel stärker als in späteren Jahren durch Geldscheine repräsentiert wurde.
Norbert ist ein Gymnasiast aus großbürgerlichem Haus, der gerade Schulden bei einem Schulkameraden hat. Seine Eltern wollen ihm nicht aushelfen, aber sein Freund Martial weiß Rat. Martial ist im Besitz eines gefälschten 500-Franc-Scheins. Gemeinsam suchen sie einen kleinen Fotoladen auf und kaufen dort für einen geringen Betrag einen Bilderrahmen. Obwohl die Chefin des Ladens etwas skeptisch ist, akzeptiert sie schließlich den Schein und händigt den beiden Jugendlichen das Wechselgeld aus. Der Inhaber des Ladens erkennt, dass es sich um eine Fälschung handelt, nennt seine Frau «imbécile» – «dumm», «schwachsinnig», muss sich von ihr aber darauf hinweisen lassen, dass man ihm selbst doch vor ein paar Tagen auch bereits zwei gefälschte 500-Franc-Scheine angedreht habe.
Yvon ist der Fahrer eines Heizöltankers. Als er den Fotoladen beliefert hat, begleicht man seine Rechnung mit den drei gefälschten Banknoten. Nach dem Mittagessen in einem Café will Yvon mit einem dieser Scheine bezahlen, aber der Wirt erkennt sofort die Fälschung dieses und der beiden anderen Scheine. Polizei wird gerufen; Yvon kommt vor Gericht. Obwohl er von einem Angestellten des Fotoladens, Lucien, belastet wird – nein, er habe diesen Mann nie im Laden gesehen –, wird Yvon freigesprochen, bekommt aber mit auf den Weg, er solle nie wieder unbescholtene Bürger beschuldigen.
Yvon hat seine Arbeitsstelle verloren. Ein Freund oder ein Bekannter zieht ihn in einen geplanten Banküberfall mit hinein. Yvon soll das Fluchtauto fahren. Aber die Sache geht schief, und schon steht Yvon wieder vor Gericht und wird diesmal zu drei Jahren Haft verurteilt.
Während der Haft, die nächsten Schicksalsschläge: Yvons Frau Elise teilt ihm in Briefen zunächst mit, dass ihre Tochter an Diphtherie gestorben ist, dann, dass sie sich endgültig von ihm trennen wird, um ein neues Leben zu beginnen. Mit einer großen Menge an Beruhigungstabletten versucht Yvon, sich das Leben zu nehmen. Aber er überlebt den Suizidversuch und wird irgendwann aus dem Gefängnis entlassen.
Bereits in der nächsten Szene, spätabends oder nachts, betritt Yvon die Rezeption eines kleinen Hotels. Er ermordet das Besitzerehepaar und raubt alles Geld, das er finden kann.
Der letzte Teil des Films führt in eine Szenerie, die sich von der des vorherigen Geschehens stark unterscheidet. – Noch in städtischer Umgebung bemerkt Yvon, der gerade vor dem Schaufenster eines kleinen Ladens steht, eine ältere Frau, die hinter ihm entlang geht. Nachdem sie an einem Schalter Geld entgegengenommen hat, folgt er ihr, und unmittelbar darauf befinden sich die beiden in vorstädtischer oder ländlicher Gegend. Die Frau betritt ein Haus, das von viel sattem Grün umgeben ist. Yvon zögert zunächst noch, ihr gleich zu folgen. Erst am Abend betritt er das Haus. Es gehören noch weitere Familienmitglieder zu den Hausbewohnern, aber mit Ausnahme des Vaters der Frau bleiben sie alle im Hintergrund. „Zwischen [Yvon und der Frau] besteht Einverständnis […] vor jeder Sprache und Vermittlung. […] Sie weiß, daß er Menschen getötet hat und gesucht wird.“ Auch der Hund der Frau ist auf eine seltsame Weise in dies Einverständnis einbezogen, wenn er gern neben Yvon liegt und sich von ihm streicheln lässt. In einigen kurzen Szenen zeigt sich eine große Nähe zwischen Yvon und der Frau: Als sie ihm eine Kaffeeschale an sein Nachtlager im Stall bringt, als er ihr beim Wäscheaufhängen behilflich ist, als sie die Haselnüsse essen, die er vom Baum gepflückt hat. – Es ist wieder Nacht geworden. Mit einer Axt verschafft Yvon sich Zugang ins Haus. Er erschlägt alle Familienmitglieder; bevor er auch die Frau erschlägt, sind seine letzten Wort im Haus: „Où est l’argent?“ – „Wo ist das Geld?“
In einer Gaststätte des nahegelegenen Ortes stellt Yvon sich den schon vorher mehrfach ins Bild gekommenen und bereits in großer Zahl angerückten Polizisten.

## Varia
- Der Vater der alten Frau wird dargestellt von dem Pianisten Michel Briguet; im Film spielt er Auszüge aus Johann Sebastian Bachs Komposition Chromatische Fantasie und Fuge.
- Eines der Plakate, mit denen der Film beworben wurde, wurde gestaltet von dem französischen Graphiker Savignac.[3]

## Rezeption
Die Uraufführung des Films fand im Mai 1983 bei den Internationalen Filmfestspielen von Cannes statt. Er stieß dort beim Publikum „auf gemischte Resonanz, es gab sowohl Buhrufe als auch Applaus.“ – In der Folgezeit, sowohl nach Anlaufen des Films in den Kinos als auch in späteren Würdigungen des Werks von Bresson, war L’Argent Gegenstand zahlreicher filmanalytischer Studien.

### Studien zur Stilistik
Der französische Filmregisseur Eugène Green hat in einem Gespräch L’Argent als „das Konzentrat der Kunst Bressons“ bezeichnet. In diesem Gespräch, veröffentlicht als Bonus einer DVD des Films, beschreibt er, und er belegt es jeweils mit Ausschnitten aus L’Argent, einige Charakteristika der Bressonschen Filmsprache: „Nicht Repräsentation eines Geschehens wie im Theater, sondern Einfangen einer Realität“; die Laien, Bresson nennt sie „Modelle“, „die mit den Figuren identisch sind“; der häufige Einsatz von Ellipsen im Fortgang der Handlung; schließlich eine Kadrage, die die Dynamik zwischen Figuren und den Orten, in denen sie sich bewegen, betont, und die den Bildausschnitt immer so wählt, dass nur das Wesentliche im Bild ist.
Eine damit zusammenhängende Besonderheit ist die Fragmentierung der Körper, auf die verschiedene Filmkritiker hingewiesen haben. Frieda Grafe hat dazu geschrieben:

„Bresson betreibt zuallererst die Perversion eben jener nahen Einstellung, die in Europa amerikanische Einstellung heißt und die vom Kopf bis unters Knie reicht. Bei Bresson ist der Kopf ab. Der Blick der Kamera ist niedergeschlagen, vom Brustkorb runter auf die Füße. Was ganz erheblich die gewohnten Raumkoordinaten verschiebt.“

Einer von Bressons Leitsätzen aus seinen Notizen zum Kinematographen lautet: „Die Ursache möge der Wirkung folgen und nicht sie begleiten oder ihr vorausgehen.“ Jürgen Ebert beschrieb in der Filmkritik, Heft 3–4 aus 1984 (s. Literatur), am Beispiel einiger Szenen, wie Bresson diesen Leitsatz anwendet: Beim kurzen Gespräch zwischen Yvon und Elise im Besuchsraum des Gefängnisses steht sie plötzlich abrupt auf und geht davon, obwohl er ihr nachruft, sie solle doch bleiben. Den Grund – die Ursache für ihr Verhalten – teilt sie ihm später in einem Brief mit. Sie habe es nicht übers Herz gebracht, ihm den Tod ihrer Tochter mitzuteilen. Später sieht man Yvon wieder in seiner Zelle, das Gesicht ins Kissen gedrückt, auf dem Bett liegen. Elises Brief, der auf dem Fußboden liegt, hat er da schon gelesen. „Die Umstellung bewirkt eigentlich, daß weder Ursache noch Wirkung vorkommen, sie erzeugt den Effekt des Rätselhaften, einen paradoxen Suspense des vor unseren Augen durchsickernden Geheimnisses.“ (Jürgen Ebert)
Der Einsatz von Ellipsen im Übergang von einer Szene zur nächsten ist ein gängiges filmisches Mittel – dass also in einer Folgeszene ein in der Zwischenzeit stattgefundenes Ereignis aus dem Dialog oder aus einer neuen Situation geschlussfolgert werden kann. Bei Bresson findet dies elliptische Erzählen häufig innerhalb der einzelnen Szenen statt. Jürgen Ebert hat in seinem Filmkritik-Essay „Seltenheit des Augenblicks“ die Szene der Morde im Hotel analysiert. Von den Morden selbst sieht man nicht das Geringste, und bei einem ersten Sehen des Films wird man nur aus dem Blut, das Yvon sich von den Händen wäscht, schließen können, was überhaupt passiert ist. – Eine Zusammenfassung dieser Szene gibt Harry Tomicek:

„In L’Argent sehen wir den Spalt einer Tür, ein Treppenhaus, das Waschbecken, in das Wasser und Blut fließen. Ein Mord ist zwischen den Tönen, in den Spalten der Dinge geschehen, irgendwo in der Irritation einer Aussparung, die uns die Ruhe, mit ihr die Gewohnheit und mit ihr die bekannte Welt raubt.“

Eine andere Sequenz, die des gescheiterten Banküberfalls, analysiert Hartmut Bitomsky in seinem Essay Ohne Alibi sein: Yvon sitzt am Steuerrad eines an einem Straßenrand parkenden Autos; er wirkt konzentriert, aber zunächst einmal gar nicht einbezogen in das Geschehen des Films in dieser Sequenz. Stattdessen „schwenkt die Kamera mit einem Passanten“, der, zeitunglesend, seines Weges geht. „Da kommen Polizeiwagen ins Bild, Männer in kniender Haltung, Revolver feste im Anschlag.“ Im Hintergrund: Der Eingang zu einer Bankfiliale, ein Mann mit einer Geisel. Es fallen Schüsse. Da gehen Yvon „die Nerven durch“, er will wegfahren, entkommen, und nur dadurch wird die Polizei überhaupt auf ihn aufmerksam. Bitomsky schreibt: „Yvon hatte sich als unbeteiligte Person getarnt; der Film macht diese Tarnung solange mit, wie Yvon sie nicht selbst preisgibt.“
Der österreichische Filmregisseur Michael Haneke hat in einem Text, der von dem Film Au hasard Balthazar (Zum Beispiel Balthasar) ausgeht, die Wirkung all dieser Elemente der Bressonschen Stilistik auf den Zuschauer so zusammengefasst: „Reduktion und Auslassung werden die Zauberschlüssel zur Aktivierung des Betrachters.“

### Eine Filmanalyse auf psychoanalytischer Grundlage
Ralf Zwiebel, Lehranalytiker am Alexander-Mitscherlich-Institut und vormals Professor für Psychoanalytische Psychologie an der Universität Kassel legte 2013 unter dem Titel Geld und Gewalt eine ausführliche Filmanalyse auf psychoanalytischer Grundlage vor. Dabei handelt es sich um die überarbeitete Fassung eines Vortrags, den er 2011 auf der Jahrestagung der Deutschen Psychoanalytischen Gesellschaft (DPG) hielt, die sich unter dem Titel Die phantastische Macht des Geldes auch den psychoanalytischen Perspektiven von Geld in der Kunst widmete.
Zwiebel stellt zunächst sein eigenes »Arbeitsmodell« vor, das ihn bei seiner Analyse des Films leite. Es beinhalte Antworten auf die Fragen, was ein Film – „psychoanalytisch betrachtet“ – sei, wie sich Filmkunst und Psychoanalyse, die „unterschiedliche, aber vergleichbare Zugänge zur Lebenswirklichkeit der Menschen darstellen“, dialogisch aufeinander beziehen könnten und wie man „zu plausiblen und nicht zu »wilden« Interpretationen“ komme. Zum Erhalt der „Komplexität des Films“ und seiner „unabschließbbaren Deutungsoptionen“ sollten möglichst viele Kontexte miteinander verbunden werden und sich aufeinander beziehen.
Geld sei „Hauptdarsteller des Films“, alle Szenen seien auf irgendeine Weise über das Geld miteinander verknüpft. Der Film sei laut Zwiebel „radikal antipsychologisch“, weil er keinerlei „Deutungen der Verhaltensweisen der Protagonisten“ liefere, „keine biographischen Hintergründe, keine Erklärungen für die Motivationen“ ihres Handelns. Man sei geneigt zu glauben, es handele sich um den „erbarmungslosen Ablauf eines schicksalhaften Geschehens“, das „eher eine existentielle als eine psychologische Dimension“ habe. Bresson würde seine Zuschauer mit ihren gängigen Erwartungen enttäuschen: „Sein Film wie auch seine anderen Filme sind eher karg, manche fast anti-narrativ, laden wenig zur Identifikation ein und sind nicht selten frustrierend für den Zuschauer.“ Gleichwohl werde Bresson „als einer der großen Filmkünstler der Filmgeschichte betrachtet“. Einige seiner Filme würden „als die besten Filme aller Zeiten eingestuft“, etwa, so Zwiebel, der Film Ein zum Tode Verurteilter ist entflohen aus dem Jahr 1956 oder Zum Beispiel Balthasar (1966).
Zur Entstehungsgeschichte zitiert Zwiebel Bresson:

„Mein Film wird ein erstes Mal geboren in meinem Kopf, stirbt auf Papier; wird wiedererweckt durch die lebenden Personen und die wirklichen Gegenstände, die ich verwende, die getötet werden auf Filmmaterial, aber die, in eine bestimmte Ordnung gebracht und auf eine Leinwand projiziert, wieder aufleben wie Blumen im Wasser.“

Auf der Suche nach einem zentralen Thema – einer Art rotem Faden in Bressons Filmen – teilt Zwiebel seinen Eindruck mit, die Filme griffen „die menschliche, existentielle Grundsituation“ auf, also Einsamkeit, Verzweiflung, „das Böse und die Schuld sowie die absolute Ungewissheit, ob es so etwas wie eine Erlösung oder Vergebung geben“ könne.
Seiner Zusammenfassung der Handlung – mit seinen Bildern würde Bresson „auf eine fast kalte Weise den offenbar schicksalhaften Gang der Ereignisse“ aufzeigen – schließt Zwiebel den Hinweis auf die Risiken eines Deutungsversuchs an, die er insbesondere in der Gefahr sieht, einem »furor interpretandi« zu erliegen. Die Deutung, „wie der Zusammenhang zwischen dem Geld und der Gewalt zu verstehen“ sei, überlasse Bresson, der „jegliche eigene, explizite Deutung“ verweigere, dem Zuschauer. Letztlich könne es aber „keine schlüssige, endgültige Deutung des Films geben“.
Sich auf Rolf Dobelli und eine seiner FAZ-Kolumnen (Klarer Denken) beziehend, der den Einfluss von Personen auf Ereignisse gegenüber Dingen oder situativen Momenten regelmäßig für überschätzt halte, widmet Zwiebel in seiner Filmrezeption den Dingen besondere Aufmerksamkeit. Beispielsweise würden halbgeöffnete Türen in keinem anderen Film Bressons eine so herausgehobene Rolle wie in diesem Film spielen. „Man könnte daher vermuten“, so schreibt er, „dass das Bild der Tür eine besondere Bedeutung hat – vielleicht in dem Sinn, dass der Mensch ständig in einer Übergangssituation ist, in der er eine Entscheidung zu treffen hat, die immer auch über Schuld und Unschuld entscheidet.“ In jedem Falle gehe es „weniger darum, eine Narration psychologisch zu deuten (Yvon wird zum Mörder, weil er unerträgliche Verluste erlitten hat; oder man könnte den Film als Visualisierung des von Freud beschriebenen Verbrechers aus Schuldgefühl sehen), sondern die unbewusste Bedeutung aus dem Zusammenhang der einzelnen Filmbilder oder auch Filmfragmente zu rekonstruieren.“
„Die entscheidende Metapher“ sei aber das Falschgeld: „Das Geld symbolisiert in gewisser Weise diese Falschheit nicht nur, weil es auf einen Wert verweist, der flüchtig und allzu oft illusionär ist, sondern weil das Geld prinzipiell ein Ersatz bleibt – psychoanalytisch gesprochen ein Ersatz für das primäre Objekt, das seine Versprechungen nicht halten kann.“ Es gehe um Unbehagen und den Umgang der Menschen mit ihrem subjektiv erlebten Unbehagen, was für die Zuschauer des Films bedeuten würde, „sich den versagenden Aspekten des Films auszusetzen“.

## Kritik
„In seiner fatalistisch anmutenden Radikalität und pessimistischen Gesamtvision drängt der Film auf Reflexion darüber, wie die ideelle Gegenwelt der geistig-seelischen Krise der Menschheit gedacht bzw. vorgestellt werden könnte. Dieser Impetus ist nicht zuletzt aus der formalästhetischen Vollkommenheit abzuleiten, die den Film wie schon viele frühere Filme Bressons auszeichnet, und die in ihrer Reduktion der Formelemente eine mystische Qualität erreicht.“

„‚Das Geld‘ ist, fast fünfzig Jahre nach seinem ersten, (Bressons) vierzehnter Film; mit dem Hochmut, dem Ernst und der Unbeirrbarkeit eines Eremiten hat er sein Leben lang daran gearbeitet, das schmutzige Mischmaschmedium Film zu säubern, zu einer ‚reinen‘ Kunst der Bilder und Töne zu raffinieren: durch Verzicht.“

## Auszeichnungen
- 1983: Bei den Internationalen Filmfestspielen von Cannes wurden Robert Bresson (für L’Argent) und Andrei Tarkowski (für Nostalghia) mit dem Preis für Beste Regie („Grand prix du cinéma de création“) ausgezeichnet.
- 1985: Die US-amerikanische National Society of Film Critics zeichnete Bresson für L’Argent in der Kategorie „Best Director“ aus.[27]

### Filmausschnitte
- „Yvon erhält im Fotoladen die gefälschten 500-Franc-Scheine“ bis „Yvon stößt den Wirt von Chez Blaise von sich“; Länge 1:43; französisch mit englischen Untertiteln – bei criterion.com
- Kompilation von Ausschnitten zu den Motiven „Reflections and Repetitions“; Länge 2:01; Video-Essays von James Quandt, englisch – bei Criterion Collection auf YouTube, abgerufen am 30. Januar 2024.